# Noelle Sheldon
Noelle Sheldon (17 de junio de 2002) es una actriz estadounidense, reconocida por haber interpretado el papel de la pequeña Emma en la popular serie de televisión Friends y por su aparición en la película de terror de Jordan Peele Us (2019), donde personificó a Lindsey Tyler y a su doppelgänger, Nix.

## Carrera
Noelle nació el 17 de junio de 2002 y un año después realizó una aparición en la reconocida serie de televisión Friends, donde interpretó el papel de Emma, la pequeña hija de los personajes de Ross Geller y Rachel Green en la serie. Su hermana gemela, Cali, realizó también el mismo papel. Poco tiempo después apareció nuevamente con su hermana en la película de Emily Skopov Novel Romance y en la serie de televisión Life, donde interpretó a Darcy Gibney.
En la década de 2010 figuró en varios cortometrajes, en algunos de ellos acompañada de su hermana. En 2019 intrpretó el papel de Noelle en el largometraje de Tyler Taormina Ham on Rye, y el mismo año fue seleccionada para interpretar a Lindsey Tyler y a su doble Nix en la aclamada película de Jordan Peele Us, en la que también apareció su hermana Cali. La cinta fue estrenada a nivel mundial el 22 de marzo de 2019.

## Filmografía

### Cine
| Año  | Título        | Papel            |
| ---- | ------------- | ---------------- |
| 2006 | Novel Romance | Emma             |
| 2012 | Winner        |                  |
| 2012 | Agorable      | Noelle           |
| 2013 | Maxwell       | Chloe            |
| 2014 | From Now On   | Emily Green      |
| 2015 | Predormitum   | Elizabeth        |
| 2016 | Rougarou      | Sabine           |
| 2019 | Ham on Rye    | Noelle           |
| 2019 | Us            | Becca Tyler / Io |

### Televisión
| Año     | Título  | Papel        |
| ------- | ------- | ------------ |
| 2003-04 | Friends | Emma         |
| 2007    | Life    | Darcy Gibney |